# فيديو أسامة بن لادن 2007
شريط فيديو أسامة بن لادن لعام 2007 ظهر أصلا في لافتة إعلانية على موقع إسلامي تستخدمه القاعدة بصورة منتظمة في 6 سبتمبر 2007. وتزامن موعد الإفراج عن الفيديو مع الذكرى السنوية الـ 6 للهجمات التي وقعت في 11 سبتمبر على الولايات المتحدة. وكانت اللافتة الإعلانية تحتوي على النص التالي: «قريبًا بإذن الله، إصدار جديد للشيخ الأسد أسامة بن لادن حفظه الله»
وبحلول 7 سبتمبر حصلت السلطات الأمريكية على نسخة من الفيديو، ولكن الفيديو لم يُذاع رسميًا. فيما بعد استطاعت وكالة رويترز إذاعة دقيقة واحدة من الفيديو كانت قد حصلت عليها من وكالة بي إن أو نيوز.